# Pierre-Joseph Dedreux-Dorcy
Pierre-Joseph Dedreux-Dorcy, né le 28 avril 1789 à Paris et mort le 9 octobre 1874 à Bellevue, est un peintre français.

## Biographie

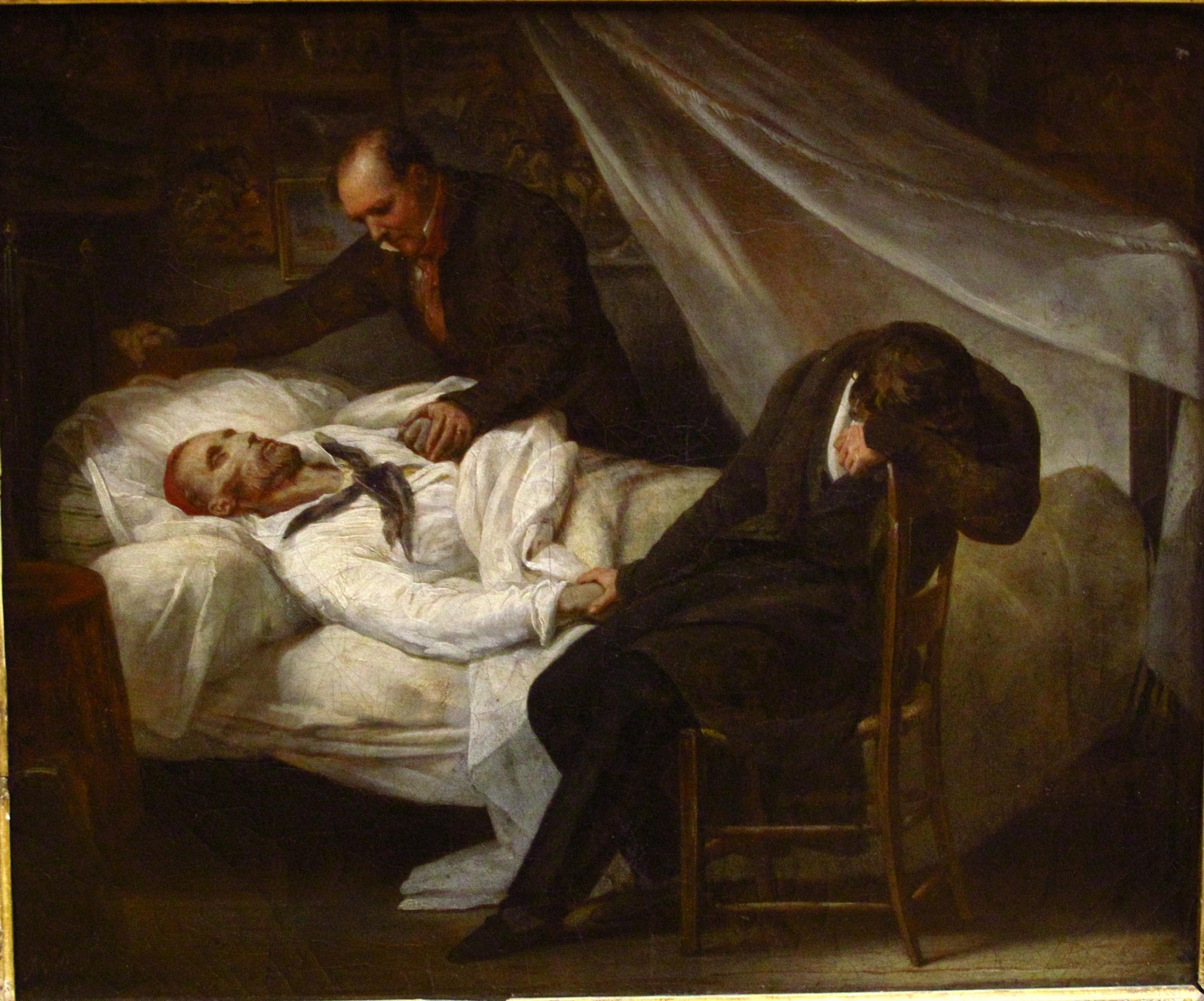
Ary Scheffer, La Mort de Géricault (1824), Paris, musée du Louvre.

Dorcy a étudié quelque temps dans l’atelier de Guérin. Ses peintures sont proches du style de Greuze, comme Bajazet et le Berger, conservée au musée des beaux-arts de Bordeaux. On lui doit de nombreux portraits, dont celui de François III d'Aubusson , Stendhal, le général Debelle, le général de Moncey, Ferdinand IV des deux Siciles, le maréchal Hautemer de Grancey, Joséphine de Beauharnais, l’impératrice Marie-Louise.
Il a aussi peint avec Géricault, qui était l’un des amis les plus proches, une Baigneuse.
Cette entente entre Géricault et Dedreux a duré jusqu’à la mort du premier et s’est prolongée chez le second par un total dévouement à l’œuvre de son ami trop tôt disparu. En effet, lorsque celui-ci est tombé malade après une chute de cheval, Dorcy est resté avec lui pendant plus d’un an, étant l’un de ses rares amis présents à son chevet à sa mort. Ary Scheffer a peint, en 1824, la scène de cette mort, avec le colonel Bro de Comères, où il est représenté assis.
Il était le frère cadet de l’architecte Pierre-Anne Dedreux, et l'oncle du peintre Alfred de Dreux. Il est enterré au cimetière du Père-Lachaise, à Paris.

## Œuvres dans les collections publiques
En Belgique
- Bruxelles, ambassade de France : François d'Aubusson, duc de la Feuillade, maréchal de France.

En France
- Bayeux, musée Baron-Gérard : Étude, Tête de jeune femme[17].
- Bordeaux, musée des beaux-arts :
  - Tête de femme[18] ;
  - Bajazet et le berger[19].
- Dijon, musée Magnin :
  - Portrait de jeune femme en fanchon de dentelle[20] ;
  - Tête de jeune femme[21].
- Grenoble, musée de Grenoble : Portrait de Stendhal.
- Paris, musée de l'Armée : Jean-François-Joseph Debelle, général de division.
- Toulon, musée d'art de Toulon : Jeune fille.
- Versailles, musée de l'Histoire de France :
  - Bon-Adrien Jannot de Moncey ;
  - Ferdinand IV roi des deux Siciles ;
  - Guillaume de Hautemer, seigneur de Fervaques, maréchal de France ;
  - Joséphine de Beauharnais, impératrice des Français ;
  - Marie-Louise, impératrice des Français.

Au Royaume-Uni
- Barnard Castle, Bowes Museum : Fille couronnée de roses, tenant un chien.

## Galerie

Œuvres de Pierre-Joseph Dedreux-Dorcy
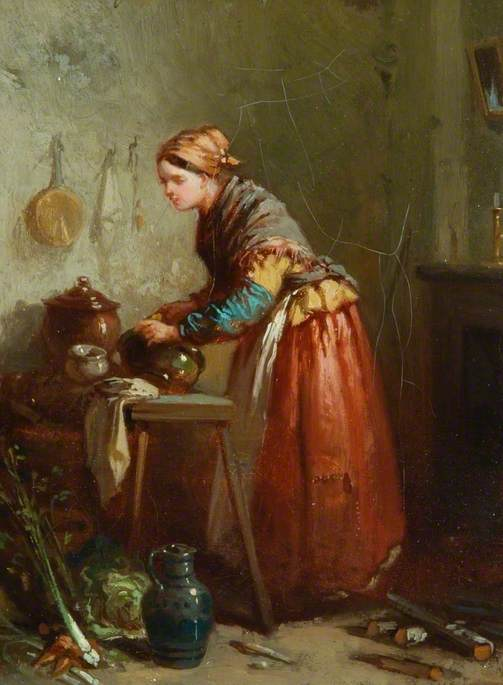
Jeune fille récurant des écuelles, Barnard Castle, Bowes Museum.
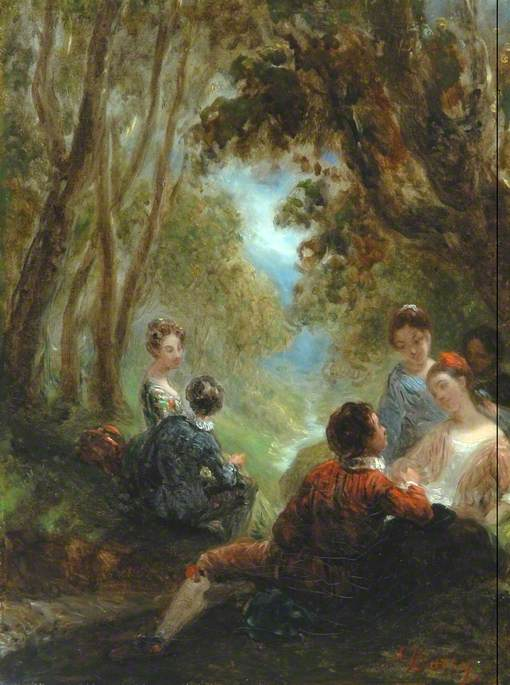
Fête champêtre, Barnard Castle, Bowes Museum.
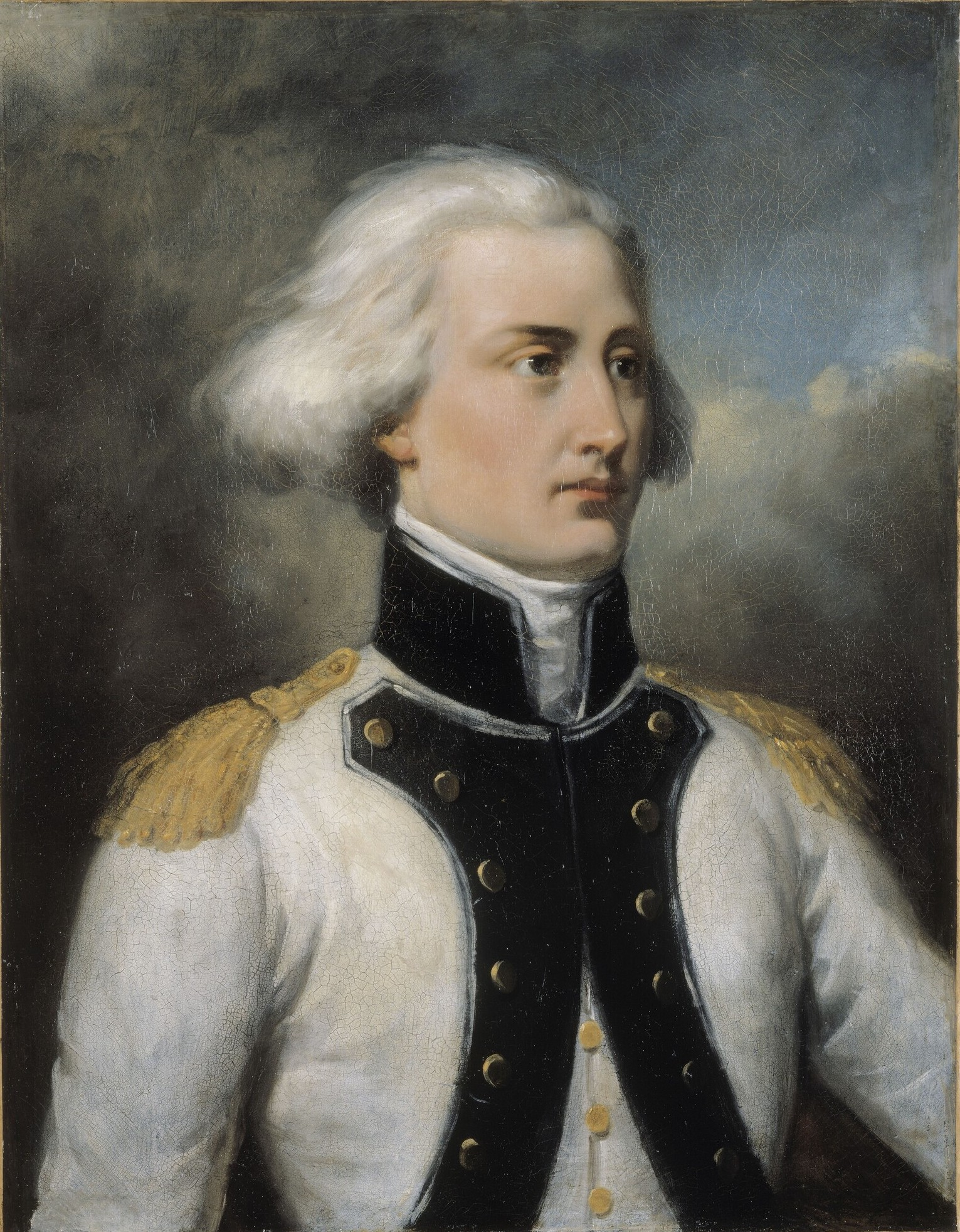
Bon Adrien Jeannot de Moncey (1754-1842), capitaine au 7e de ligne en 1792, Versailles, musée de l'Histoire de France.
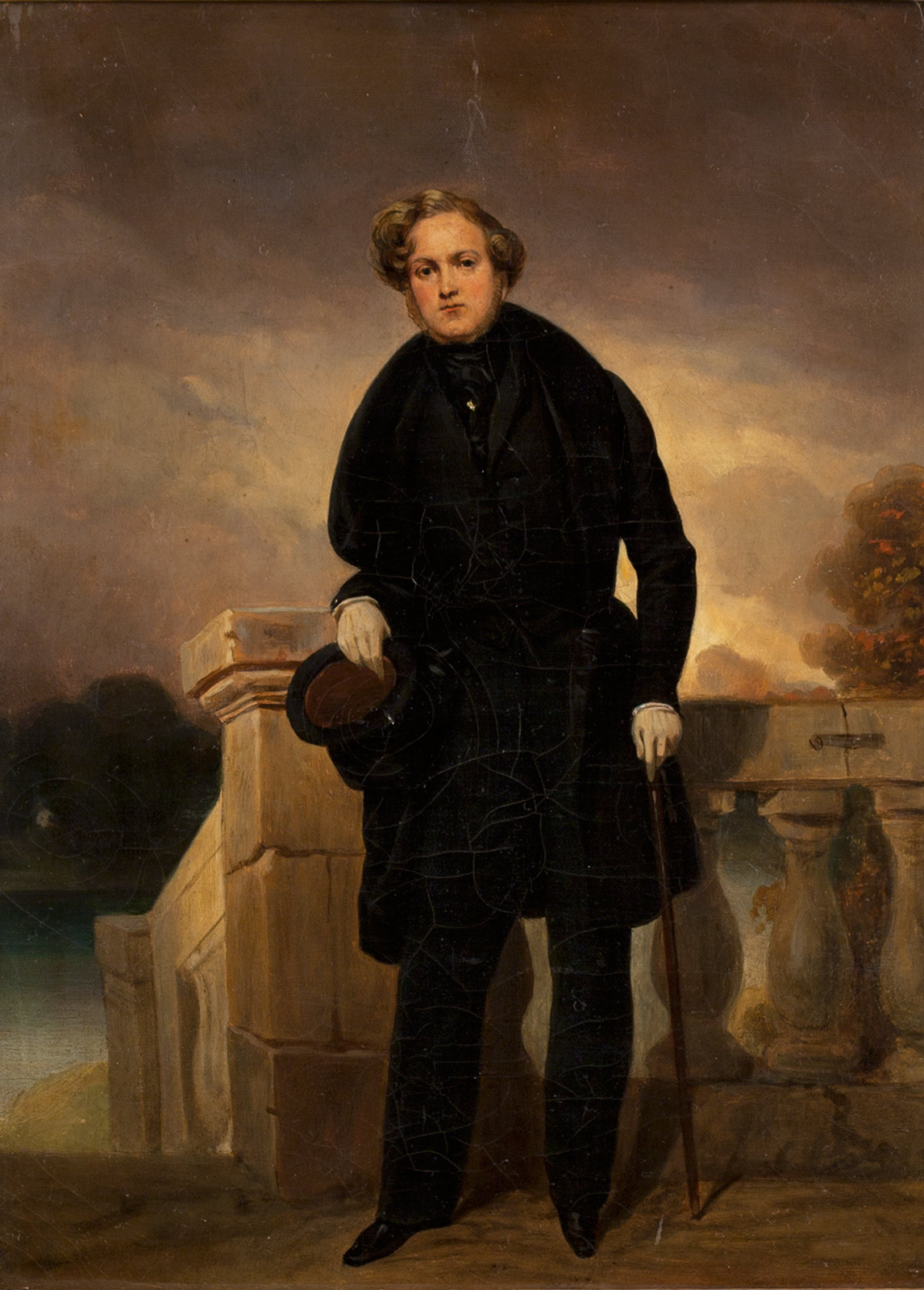
Le comte Charles-Edgar de Mornay (1803-1878), Paris, musée d'Orsay.
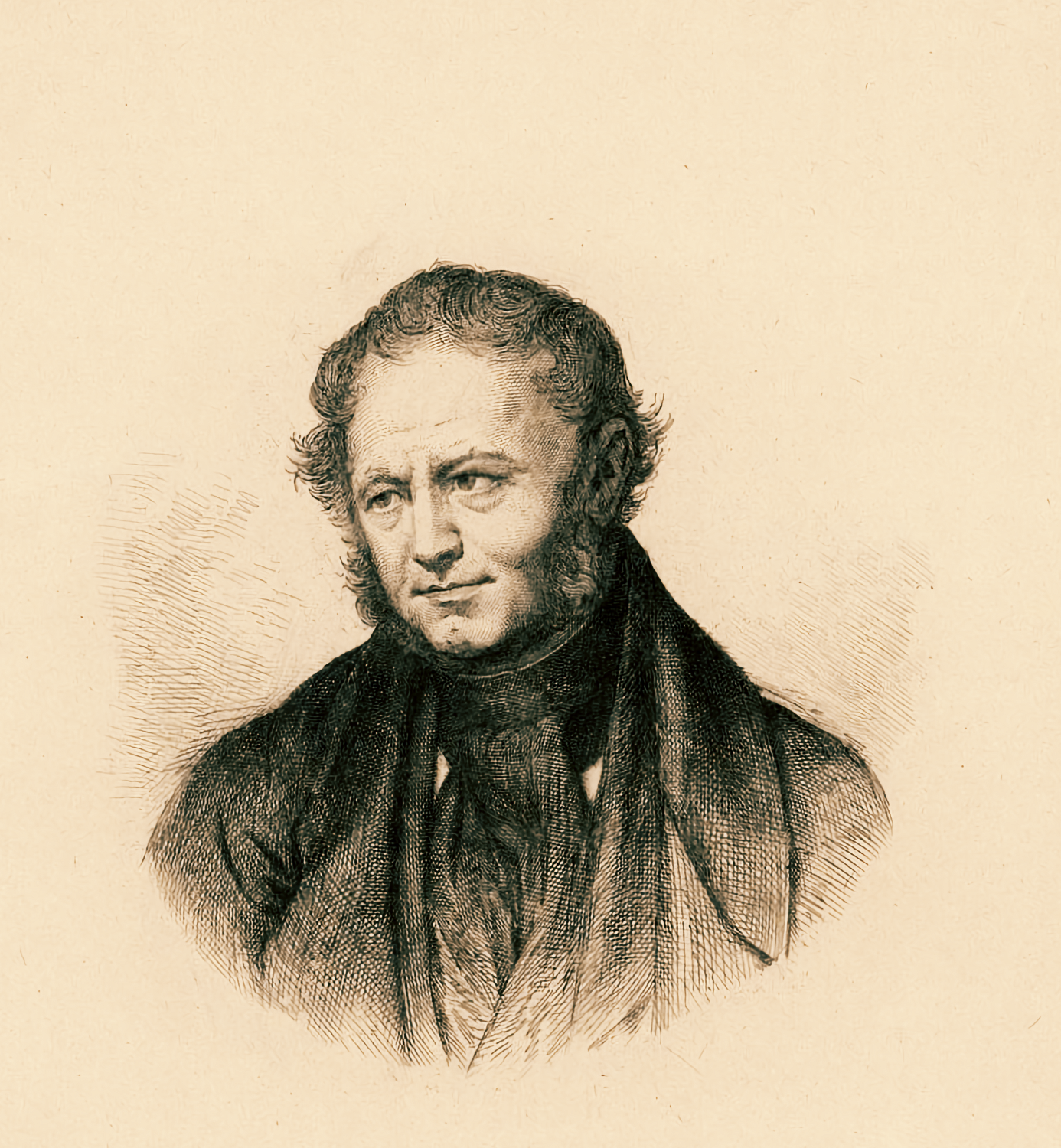
Portrait de Stendhal par Dedreux-Dorcy, gravé par Henri-Joseph Dubouchet.